# Jan-Michael Gambill
Jan-Michael Gambill, né le 3 juin 1977 à Spokane, est un joueur de tennis américain, professionnel de 1996 à 2008.
Il commence sa carrière pro en 1996. Doté d'un style de jeu original (il frappe coup-droit et revers à deux mains), il a remporté trois titres sur le circuit mondial et a atteint son meilleur classement le 18 juin 2001 (14e).
Son meilleur résultat en Grand Chelem est un quart de finale à Wimbledon en 2000.

## Biographie
Gambill remporte son troisième et dernier titre sur le Circuit ATP lors du Tournoi de tennis de Delray Beach en battant son compatriote Mardy Fish en finale en deux sets (6-0, 7-6).

## Palmarès

### Titres en simple (3)
| No | Date       | Nom et lieu du tournoi                                        | Catégorie   | Dotation  | Surface    | Finaliste      | Score          |          |
| -- | ---------- | ------------------------------------------------------------- | ----------- | --------- | ---------- | -------------- | -------------- | -------- |
| 1  | 01-03-1999 | Franklin Templeton Tennis Classic, Scottsdale                 | Int' Series | 325 000 $ | Dur (ext.) | Lleyton Hewitt | 7-62, 4-6, 6-4 |          |
| 2  | 05-03-2001 | Citrix Tennis Championships, Delray Beach                     | Int' Series | 325 000 $ | Dur (ext.) | Xavier Malisse | 7-5, 6-4       | Parcours |
| 3  | 03-03-2003 | International Tennis Championships Delray Beach, Delray Beach | Int' Series | 355 000 $ | Dur (ext.) | Mardy Fish     | 6-0, 7-65      | Parcours |

### Finales en simple (4)
| No | Date       | Nom et lieu du tournoi         | Catégorie      | Dotation    | Surface    | Vainqueur     | Score          |          |
| -- | ---------- | ------------------------------ | -------------- | ----------- | ---------- | ------------- | -------------- | -------- |
| 1  | 24-07-2000 | Mercedes-Benz Cup, Los Angeles | Int' Series    | 350 000 $   | Dur (ext.) | Michael Chang | 62-7, 6-3, ab. | Parcours |
| 2  | 21-03-2001 | Ericsson Championships, Miami  | Masters Series | 2 900 000 $ | Dur (ext.) | Andre Agassi  | 7-64, 6-1, 6-0 | Parcours |
| 3  | 22-07-2002 | Mercedes-Benz Cup, Los Angeles | Int' Series    | 375 000 $   | Dur (ext.) | Andre Agassi  | 6-2, 6-4       | Parcours |
| 4  | 30-12-2002 | Qatar ExxonMobil Open, Doha    | Int' Series    | 975 000 $   | Dur (ext.) | Stefan Koubek | 6-4, 6-4       | Parcours |

### Titres en double (5)
| No | Date       | Nom et lieu du tournoi                   | Catégorie      | Dotation    | Surface      | Partenaire      | Finalistes                     | Score           |          |
| -- | ---------- | ---------------------------------------- | -------------- | ----------- | ------------ | --------------- | ------------------------------ | --------------- | -------- |
| 1  | 07-02-2000 | Sybase Open San José                     | Int' Series    | 350 000 $   | Dur (int.)   | Scott Humphries | Lucas Arnold Ker Eric Taino    | 6-1, 6-4        | Parcours |
| 2  | 05-03-2001 | Citrix Tennis Championships Delray Beach | Int' Series    | 325 000 $   | Dur (ext.)   | Andy Roddick    | Thomas Shimada Myles Wakefield | 6-3, 6-4        | Parcours |
| 3  | 13-05-2002 | Tennis Masters Hamburg Hambourg          | Masters Series | 2 328 000 $ | Terre (ext.) | Mahesh Bhupathi | Jonas Björkman Todd Woodbridge | 6-2, 6-4        | Parcours |
| 4  | 23-09-2002 | Salem Open Hong Kong                     | Int' Series    | 375 000 $   | Dur (ext.)   | Graydon Oliver  | Wayne Arthurs Andrew Kratzmann | 62-7, 6-4, 7-64 | Parcours |
| 5  | 28-07-2003 | Mercedes-Benz Cup Los Angeles            | Int' Series    | 355 000 $   | Dur (ext.)   | Travis Parrott  | Joshua Eagle Sjeng Schalken    | 6-4, 3-6, 7-5   | Parcours |

### Finales en double (11)
| No | Date       | Nom et lieu du tournoi                         | Catégorie   | Dotation    | Surface      | Vainqueurs                        | Partenaire      | Score              |          |
| -- | ---------- | ---------------------------------------------- | ----------- | ----------- | ------------ | --------------------------------- | --------------- | ------------------ | -------- |
| 1  | 18-03-1999 | Lipton Championships Key Biscayne              | Super 9     | 2 450 000 $ | Dur (ext.)   | Sandon Stolle Wayne Black         | Boris Becker    | 4-6, 6-1, 6-2, 7-5 | Parcours |
| 2  | 23-08-1999 | Hamlet Cup Long Island                         | Int' Series | 325 000 $   | Dur (ext.)   | Olivier Delaitre Fabrice Santoro  | Scott Humphries | 7-5, 6-4           |          |
| 3  | 08-11-1999 | Stockholm Open Stockholm                       | Int' Series | 800 000 $   | Dur (int.)   | Piet Norval Kevin Ullyett         | Scott Humphries | 7-5, 6-3           |          |
| 4  | 21-02-2000 | AXA Cup Londres                                | Series Gold | 700 000 $   | Dur (int.)   | David Adams John-Laffnie de Jager | Scott Humphries | 6-3, 67-7, 7-611   | Parcours |
| 5  | 24-07-2000 | Mercedes-Benz Cup Los Angeles                  | Int' Series | 350 000 $   | Dur (ext.)   | Paul Kilderry Sandon Stolle       | Scott Humphries | Forfait            | Parcours |
| 6  | 21-08-2000 | Hamlet Cup Long Island                         | Int' Series | 390 200 $   | Dur (ext.)   | Jonathan Stark Kevin Ullyett      | Scott Humphries | 6-4, 6-4           |          |
| 7  | 26-02-2001 | Sybase Open Presented by Pacific Bell San José | Int' Series | 375 000 $   | Dur (int.)   | Mark Knowles Brian MacPhie        | Jonathan Stark  | 6-3, 7-64          | Parcours |
| 8  | 23-07-2001 | Mercedes-Benz Cup Los Angeles                  | Int' Series | 375 000 $   | Dur (ext.)   | Bob Bryan Mike Bryan              | Andy Roddick    | 7-5, 7-66          | Parcours |
| 9  | 22-04-2002 | US Men's Clay Court Championship Houston       | Int' Series | 375 000 $   | Terre (ext.) | Mardy Fish Andy Roddick           | Graydon Oliver  | 6-4, 6-4           | Parcours |
| 10 | 30-09-2002 | AIG Japan Open Tennis Championships Tokyo      | Series Gold | 700 000 $   | Dur (ext.)   | Jeff Coetzee Chris Haggard        | Graydon Oliver  | 7-64, 6-4          | Parcours |
| 11 | 21-04-2003 | US Men's Clay Court Championship Houston       | Int' Series | 355 000 $   | Terre (ext.) | Mark Knowles Daniel Nestor        | Graydon Oliver  | 6-4, 6-3           | Parcours |

## Parcours dans les tournois duGrand Chelem

### En simple
| Année | Open d'Australie | Open d'Australie | Internationaux de France | Internationaux de France | Wimbledon       | Wimbledon   | US Open         | US Open      |
| ----- | ---------------- | ---------------- | ------------------------ | ------------------------ | --------------- | ----------- | --------------- | ------------ |
| 1997  | —                | —                | —                        | —                        | —               | —           | 1er tour (1/64) | S. Draper    |
| 1998  | 1er tour (1/64)  | A. O'Brien       | 2e tour (1/32)           | D. Vacek                 | 2e tour (1/32)  | B. Black    | 3e tour (1/16)  | C. Moyà      |
| 1999  | 1er tour (1/64)  | T. Enqvist       | 1er tour (1/64)          | R. Krajicek              | 2e tour (1/32)  | L. Manta    | 2e tour (1/32)  | F. Santoro   |
| 2000  | 1er tour (1/64)  | W. Black         | 2e tour (1/32)           | R. Federer               | 1/4 de finale   | P. Sampras  | 3e tour (1/16)  | T. Johansson |
| 2001  | 1er tour (1/64)  | C. Woodruff      | 1er tour (1/64)          | K. Pless                 | 1er tour (1/64) | C. Woodruff | 2e tour (1/32)  | M. Youzhny   |
| 2002  | 1er tour (1/64)  | W. Ferreira      | 1er tour (1/64)          | Y. El Aynaoui            | 2e tour (1/32)  | T. Dent     | 1/8 de finale   | A. Agassi    |
| 2003  | 2e tour (1/32)   | F. Mantilla      | 1er tour (1/64)          | F. González              | 2e tour (1/32)  | M. Fish     | 2e tour (1/32)  | J. Novák     |
| 2004  | 2e tour (1/32)   | S. Grosjean      | 1er tour (1/64)          | À. Corretja              | 3e tour (1/16)  | S. Grosjean | 2e tour (1/32)  | J. Johansson |
| 2005  | 1er tour (1/64)  | T. Suzuki        | —                        | —                        | —               | —           | 1er tour (1/64) | N. Massú     |

N.B. : à droite du résultat se trouve le nom de l'ultime adversaire.

### En double
| Année | Open d'Australie           | Open d'Australie          | Internationaux de France     | Internationaux de France  | Wimbledon                    | Wimbledon                  | US Open                     | US Open                   |
| ----- | -------------------------- | ------------------------- | ---------------------------- | ------------------------- | ---------------------------- | -------------------------- | --------------------------- | ------------------------- |
| 1999  | —                          | —                         | —                            | —                         | —                            | —                          | 2e tour (1/16) A. Peterson  | M. Bhupathi L. Paes       |
| 2000  | 1/8 de finale S. Humphries | A. O'Brien J. Palmer      | 1er tour (1/32) S. Humphries | W. Ferreira I. Kafelnikov | 1er tour (1/32) S. Humphries | T. Woodbridge M. Woodforde | 2e tour (1/16) S. Humphries | F. Bergh P. Nyborg        |
| 2001  | 2e tour (1/16) J. Stark    | D. Adams M. García        | 1er tour (1/32) A. Roddick   | P. Pála P. Vízner         | 1er tour (1/32) A. Roddick   | D. Nestor S. Stolle        | —                           | —                         |
| 2002  | 1er tour (1/32) J. Blake   | B. Bryan M. Bryan         | 2e tour (1/16) W. Ferreira   | M. Damm C. Suk            | 1/8 de finale G. Oliver      | B. Bryan M. Bryan          | 1er tour (1/32) G. Oliver   | J. Björkman T. Woodbridge |
| 2003  | 1er tour (1/32) G. Oliver  | N. Lapentti T. Woodbridge | 1er tour (1/32) G. Oliver    | F. López D. Sanguinetti   | 1er tour (1/32) G. Oliver    | W. Black K. Ullyett        | 1er tour (1/32) T. Parrott  | B. Bryan M. Bryan         |
| 2004  | 1er tour (1/32) B. MacPhie | G. Etlis M. Rodríguez     | 1er tour (1/32) M. Hill      | T. Cibulec P. Pála        | 1er tour (1/32) M. Hill      | J. Palmer P. Vízner        | —                           | —                         |
| 2005  | 1er tour (1/32) K. Kim     | A. Fisher T. Parrott      | —                            | —                         | —                            | —                          | —                           | —                         |

N.B. : le nom du ou de la partenaire se trouve sous le résultat ; le nom des ultimes adversaires se trouve à droite.

## Parcours dans lesMasters 1000
| Année | Indian Wells                | Miami                   | Monte-Carlo          | Rome                 | Hambourg                   | Canada                      | Cincinnati               | Stuttgart puis Madrid       | Paris                       |
| ----- | --------------------------- | ----------------------- | -------------------- | -------------------- | -------------------------- | --------------------------- | ------------------------ | --------------------------- | --------------------------- |
| 1998  | 1/2 finale M. Ríos          | 1er tour M. Woodforde   | —                    | —                    | —                          | 2e tour A. Costa            | 1/8 de finale P. Sampras | 1/4 de finale P. Sampras    | —                           |
| 1999  | 2e tour R. Krajicek         | 2e tour F. Santoro      | —                    | 1er tour R. Krajicek | 2e tour G. Kuerten         | 2e tour W. Ferreira         | 2e tour N. Lapentti      | —                           | —                           |
| 2000  | 1er tour W. Ferreira        | 1/4 de finale L. Hewitt | —                    | —                    | 2e tour A. Medvedev        | —                           | —                        | 1er tour R. Federer         | 1/8 de finale J. C. Ferrero |
| 2001  | 1/4 de finale I. Kafelnikov | Finale A. Agassi        | —                    | 1er tour G. Coria    | 1/8 de finale T. Johansson | 1/8 de finale J. C. Ferrero | 1/4 de finale T. Henman  | 1er tour A. Pavel           | —                           |
| 2002  | 1/8 de finale L. Hewitt     | 3e tour L. Hewitt       | 1er tour À. Corretja | —                    | 1er tour S. Grosjean       | —                           | 2e tour R. Schüttler     | 2e tour A. Agassi           | 1er tour P. Srichaphan      |
| 2003  | 1er tour T. Henman          | 2e tour R. Schüttler    | —                    | 1er tour R. Sluiter  | 1er tour T. Henman         | 1er tour K. Kučera          | 1er tour I. Kafelnikov   | 1/8 de finale P. Srichaphan | —                           |
| 2004  | 2e tour A. Roddick          | 1er tour L. Burgsmüller | —                    | —                    | —                          | —                           | 1er tour G. Gaudio       | —                           | —                           |
| 2005  | 1er tour M. Fish            | —                       | —                    | —                    | —                          | —                           | —                        | —                           | —                           |

N.B. : sous le résultat se trouve le nom de l’ultime adversaire.